# Gambit (singel)
Gambit – singel polskiej piosenkarki Beaty Kozidrak z jej czwartego albumu studyjnego, zatytułowanego 4B.

## Geneza utworu i historia wydania
Utwór napisali i skomponowali Arkadiusz Kopera, Beata Kozidrak i Mariusz Obijalski.
Singel ukazał się w formacie digital download 25 marca 2021 w Polsce za pośrednictwem wytwórni płytowej Sony Music Entertainment Poland. Kompozycja została umieszczona na czwartym albumie studyjnym Beaty Kozidrak – 4B.
Do utworu powstał teledysk, który udostępniono w dniu premiery singla za pośrednictwem serwisu YouTube.

## Pozycje na listach airplay
| Kraj   | Lista             | Najwyższa pozycja |
| ------ | ----------------- | ----------------- |
| Polska | OLiA              | 18                |
| Polska | AirPlay – Nowości | 5                 |

## Certyfikaty
| Kraj          | Certyfikat  | Sprzedaż |
| ------------- | ----------- | -------- |
| Polska (ZPAV) | złota płyta | 25 000+  |